# Rukometna reprezentacija Dominikanske Republike
Rukometna reprezentacija Dominikanske Republike predstavlja državu Dominikansku Republiku u športu rukometu.
Krovna organizacija: Rukometna federacija Dominikanske Republike

## Nastupi napanameričkim prvenstvima
- 2000. – 6. mjesto
- 2010. – 8. mjesto

## Nastupi naPanameričkim igrama
- nisu se plasirali

## Nastupi naOI
- nisu se plasirali

## Nastupi naSP
- nisu se plasirali

## Vanjske poveznice
- Nacionalni savez  Arhivirana inačica izvorne stranice od 5. studenoga 2012. (Wayback Machine)
- Reprezentacija  Arhivirana inačica izvorne stranice od 24. veljače 2012. (Wayback Machine)
- IHF profil